# 806
806 (DCCCVI, na numeração romana) foi um ano comum do século IX, do Calendário Juliano, da Era de Cristo, teve início a uma Quinta-feira e terminou também a uma Quinta-feira, e a sua letra dominical foi D.
| Ano completo                        |
| ----------------------------------- |
| Ano comum com início à quinta-feira |

## Mortes
- Kammu, 50º imperador do Japão.